# 球穗千斤拔
球穗千斤拔（学名：Flemingia strobilifere）为豆科千斤拔属下的一个种。

## 扩展阅读
- 維基物種上的相關：球穗千斤拔